# Parafia Najświętszego Serca Jezusowego w Woli Korybutowej
Parafia Najświętszego Serca Jezusowego w Woli Korybutowej-Kolonii – parafia rzymskokatolicka, znajdująca się w archidiecezji lubelskiej, w dekanacie Siedliszcze. 
Według stanu na miesiąc luty 2017 liczba wiernych w parafii wynosiła 2303 osób.